# José Antonio de Espantoso y Avellán
José Antonio de Espantoso y Avellán (Guayaquil, bautizado a los 2 meses de nacido el 12 de agosto de 1782-Guayaquil, 23 de septiembre de 1842) fue un político ecuatoriano.

## Biografía
Nacido en la ciudad de Guayaquil, hijo del doctor Domingo de Espantoso y Castro abogado de la Real Audiencia de Quito, Padre General de Menores y Asesor del Cabildo; y de la señora Juana María de Avellán y Pacheco. Es considerado prócer de la Independencia junto a su hermano José Vicente de Espantoso y Avellán. Fue abogado y se desempeñó como Asesor y Regidor del Cabildo de Guayaquil, su nombre consta en el Acta de Independencia, además consta en los oficios enviados a 
José de San Martín, Simón Bolívar y Cochrane comunicándoles sobre la "República Independiente de Guayaquil". Tuvo con Cipriana Recuenco y luego con Mercedes Pérez de Tolosano. Tuvo dos hijas una de ellas llamada María Dolores.

## Fallecimiento
Fue una de las primeras víctimas ocasionadas por la epidemia de fiebre amarilla. Falleció en Guayaquil, el 23 de septiembre de 1842.